# Plesiops facicavus
Plesiops facicavus är en fiskart som beskrevs av Mooi, 1995. Plesiops facicavus ingår i släktet Plesiops och familjen Plesiopidae. Inga underarter finns listade i Catalogue of Life.